# Tim Curry
Timothy James Curry (Cheshire, 1946. április 19. –) angol színész, szinkronszínész, énekes és zeneszerző.

## Élete és pályafutása
Timothy James Curry néven született 1946. április 19-én Cheshire-ben. Apja a brit hadsereg káplárja volt, anyja pedig titkárnő. Nővére, Judy koncertzongorista volt.
Tim Curry irodalom és drámaszakon tanult a cambridge-i és a birminghami egyetemeken. Karrierje a televízióban kezdődött, ahol kisebb szerepeket kapott. 1968-ban beválasztották a Hair című musicalbe, amelyben megkapta élete első jelentős szerepét. A Royal Shakespeare Company társulatába meghívást kapott. Ekkor találkozott Richard O’Brien-nel, aki megírta a The Rocky Horror Picture Show c. film forgatókönyvét, főszerepet szánva neki, amely meghozta a számára a világhírnevet.
Ugyanezt a szerepet eljátszotta a Broadwayn és Los Angelesben is, majd a zenés darab filmváltozatában. A film sikere után továbbra is színházban dolgozott New Yorkban és Londonban, olyan darabokban volt látható, mint az Amadeus vagy a Koldusopera. Kétszer tüntették ki a színészeknek járó legrangosabb díjjal, a Tony-díjjal. Rengeteget turnézott a saját zenekarával, és négy nagylemezt is megjelentetett. Számtalan filmszerepe mellett folyamatosan hallhatjuk a hangját rajzfilmekben és hangoskönyveken keresztül. Egyedül él Los Angelesben a Frank névre hallgató kutyájával.
2012 júliusában súlyos agyvérzést kapott Los Angeles-i otthonában és kórházba kellett szállítani. Sokáig nehézséget jelentett számára a beszéd és a kommunikálás az emberekkel. Bár azóta állapota sokat javult, orvosai szerint azonban soha nem fog ebből felépülni teljesen. Így kerekesszékbe kényszerült. De ennek ellenére részt vett a 2015-ös Tony-díjátadón, ahol megkapta az Actors Fund Lifetime Achievement Awardot, vagyis a színészek alapítványának életműdíját.

## Filmográfia

### Film

#### Színész
| Év   | Magyar cím                                       | Eredeti cím                                 | Szerep                              | Magyar hang        |
| ---- | ------------------------------------------------ | ------------------------------------------- | ----------------------------------- | ------------------ |
| 1975 | Rocky Horror Picture Show                        | The Rocky Horror Picture Show               | Dr. Frank N. Furter                 | Harsányi Gábor     |
| 1978 | A kiáltás                                        | The Shout                                   | Robert Graves                       | Zalán János        |
| 1980 |                                                  | Times Square                                | Johnny LaGuardia                    |                    |
| 1982 | Annie                                            | Annie                                       | Kakas Hannigan                      | Jakab Csaba        |
| 1982 | Annie                                            | Annie                                       | Kakas Hannigan                      | Haás Vander Péter  |
| 1983 |                                                  | The Ploughman's Lunch                       | Jeremy Hancock                      |                    |
| 1985 | Legenda                                          | Legend                                      | Sötét úr                            | Vass Gábor         |
| 1985 | Legenda                                          | Legend                                      | Sötét úr                            | Uri István         |
| 1985 | Nyom                                             | Clue                                        | Wadsworth                           | Kerekes József     |
| 1988 | Ördög és pokol                                   | Pass the Ammo                               | Ray Porter tiszteletes              | Kerekes József     |
| 1990 | Vadászat a Vörös Októberre                       | The Hunt for Red October                    | Dr. Yevgeniy Petrov                 | Benkő Péter        |
| 1990 | Az                                               | It                                          | "Az" / Pennywise, a táncoló bohóc   | Barbinek Péter     |
| 1990 | Az                                               | It                                          | "Az" / Pennywise, a táncoló bohóc   | Végvári Tamás      |
| 1991 | Oscar                                            | Oscar                                       | Dr. Thornton Poole                  | Kerekes József     |
| 1992 | Boldog boldogtalan                               | Passed Away                                 | Boyd Pinter                         | Barbinek Péter     |
| 1992 | Reszkessetek, betörők! 2. – Elveszve New Yorkban | Home Alone 2: Lost in New York              | Mr. Hector                          | Harsányi Gábor     |
| 1993 | Haláli fegyver                                   | Loaded Weapon 1                             | Fűrész                              | Harsányi Gábor     |
| 1993 | A három testőr                                   | The Three Musketeers                        | Richelieu bíboros                   | Barbinek Péter     |
| 1994 | Az árnyék                                        | The Shadow                                  | Farley Claymore                     | Uri István         |
| 1994 | Az árnyék                                        | The Shadow                                  | Farley Claymore                     | Kerekes József     |
| 1995 | Kongó                                            | Congo                                       | Herkermer Homolka                   | Papp János         |
| 1996 | Muppet Kincses Sziget                            | Muppet Treasure Island                      | Long John Silver                    |                    |
| 1996 | Hárman az ágyban                                 | Lover's Knot                                | Cupido ügyintézője                  |                    |
| 1997 | Gyagyások serege                                 | McHale's Navy                               | Vladikov őrnagy                     | Vass Gábor         |
| 1998 | Addams Family 3. – Jobb együtt, mint darabokban  | Addams Family Reunion                       | Gomez Addams                        | Háda János         |
| 1999 | Égből pottyant kalózok                           | Pirates of the Plain                        | Jezebel Jack                        | Reviczky Gábor     |
| 2000 | Haláli blöff                                     | Four Dogs Playing Poker                     | Felix                               |                    |
| 2000 | Szétcsúszva                                      | Sorted                                      | Damien Kemp                         | Barbinek Péter     |
| 2000 | Charlie angyalai                                 | Charlie's Angels                            | Roger Corwin                        | Barbinek Péter     |
| 2001 | Horrorra akadva 2.                               | Scary Movie 2                               | Oldman professzor                   | Koroknay Géza      |
| 2002 | Döbbenet                                         | Ritual                                      | Matthew Hope                        |                    |
| 2002 | A kitaszított                                    | The Scoundrel's Wife                        | Antoine atya                        |                    |
| 2004 | Kinsey                                           | Kinsey                                      | Thurman Rice                        | Borbiczki Ferenc   |
| 2005 | Kutyaütő örökösök                                | Bailey's Billion$                           | Caspar Pennington                   | Pusztaszeri Kornél |
| 2007 | Karácsonyi csoda                                 | Christmas in Wonderland                     | Gordon McLoosh                      | Barbinek Péter     |
| 2008 | Holdhercegnő                                     | The Secret of Moonacre                      | Coeur de Noir / Sir William de Noir | Barbinek Péter     |
| 2010 |                                                  | Burke & Hare                                | Prof. Alexander Monro               |                    |
| 2021 |                                                  | Pennywise: The Story of IT (dokumentumfilm) | önmaga                              |                    |

#### Szinkronszínész
| Év   | Magyar cím                                           | Eredeti cím                                   | Szerep                                         | Magyar hang      |
| ---- | ---------------------------------------------------- | --------------------------------------------- | ---------------------------------------------- | ---------------- |
| 1992 | FernGully, az utolsó esőerdő                         | FernGully: The Last Rainforest                | Hexxus                                         | Buss Gyula       |
| 1995 | A pingvin és a csodakavics                           | The Pebble and the Penguin                    | Drake                                          |                  |
| 1997 | A szépség és a szörnyeteg 2. – Varázslatos karácsony | Beauty and the Beast: The Enchanted Christmas | Forte                                          | Kristóf Tibor    |
| 1997 | Karácsonyi ének                                      | A Christmas Carol                             | Ebenezer Scrooge                               |                  |
| 1998 | Rugrats mozi – Fecsegő tipegők                       | The Rugrats Movie                             | Rex Pester                                     | Bezerédi Zoltán  |
| 1998 |                                                      | The Easter Story Keepers                      | Nero                                           |                  |
| 1999 | Scooby-Doo és a boszorkány szelleme                  | Scooby-Doo! and the Witch's Ghost             | Ben Ravencroft                                 | Barát Attila     |
| 1999 | Bartek, a varázslatos                                | Bartok the Magnificent                        | Koponya                                        | Kristóf Tibor    |
| 2000 | Óz virága és a gyáva oroszlán                        | Lion of Oz                                    | Fitzgerald kapitány                            |                  |
| 2000 | A fecsegő tipegők Párizsban                          | Rugrats in Paris: The Movie                   | éneklő szumós                                  |                  |
| 2001 | Barbie és a Diótörő                                  | Barbie in the Nutcracker                      | Egérkirály                                     |                  |
| 2002 | A Thornberry család – A mozifilm                     | The Wild Thornberrys Movie                    | Nigel Thornberry / Radcliff Thornberry ezredes |                  |
| 2003 | Fecsegő tipegők – A vadon szaga                      | Rugrats Go Wild                               | Nigel Thornberry                               | Várkonyi András  |
| 2005 |                                                      | ¡Mucha Lucha!: The Return of El Maléfico      | El Maléfico                                    |                  |
| 2005 | Macskák királysága                                   | The Cat Returns                               | Macskák királya (angol hangja)                 | Koncz István     |
| 2005 | Macskák királysága                                   | The Cat Returns                               | Macskák királya (angol hangja)                 | Várkonyi András  |
| 2005 | Vad galamb                                           | Valiant                                       | Von Karom                                      | Ujlaki Dénes     |
| 2006 |                                                      | Queer Duck: The Movie                         | Peccary                                        |                  |
| 2006 | Garfield 2.                                          | Garfield: A Tail of Two Kitties               | Herceg                                         | Harsányi Gábor   |
| 2006 |                                                      | A Sesame Street Christmas Carol               | narrátor                                       |                  |
| 2007 |                                                      | The Chosen One                                | Lucifer                                        |                  |
| 2008 | Légy a Holdon                                        | Fly Me to the Moon                            | Yegor                                          | Berzsenyi Zoltán |
| 2008 | Scooby-Doo és a Koboldkirály                         | Scooby-Doo! and the Goblin King               | A koboldkirály                                 | Kárpáti Tibor    |
| 2009 | Barbie és a három muskétás                           | Barbie and the Three Musketeers               | Philippe                                       |                  |
| 2009 | Bajkeverő majom 2. – Kövesd a majmot!                | Curious George 2: Follow That Monkey!         | Piccadilly                                     |                  |
| 2010 | Sammy nagy kalandja – A titkos átjáró                | A Turtle's Tale: Sammy's Adventures           | Fluffy, a macska                               |                  |
| 2011 |                                                      | The Voyages of Young Doctor Dolittle          | Doctor Dolittle                                |                  |
| 2012 |                                                      | The Outback                                   | Blacktooth                                     |                  |
| 2012 |                                                      | Back to the Sea                               | Eric                                           |                  |
| 2012 |                                                      | Strange Frame                                 | Dorlan Mig                                     |                  |
| 2013 |                                                      | Gingerclown                                   | Gingerclown                                    |                  |
| 2013 | A Mikulás-mentőakció                                 | Saving Santa                                  | Nevil Baddington                               | Kerekes József   |
| 2013 |                                                      | Bonta 3D                                      | Papa Qi                                        |                  |
| 2014 | Breki, a békakirályfi                                | Ribbit                                        | Terence (angol hangja)                         |                  |

Rövidfilmek
- 2002: I, Crocodile – krokodil
- 2007: Once Upon a Christmas Village – Sir Evil
- 2010: The North Star – narrátor
- 2017: Long Drive Home – Monster Head AD

### Televízió
- 2016 – The Rocky Horror Picture Show (narrátor)
- 2010 – Gyilkos elmék - A sötétség órája
- 2010 – Gyilkos elmék - A leghosszabb éjszaka
- 2009 – Alice
- 2008 – Poirot történetei: Randevú a halállal (Agatha Christie: Poirot – Appointment with Death)
- 2008 – A mágia színe (The Colour of Magic) ... Trymon
- 2006 – Én, Eloise sorozat (Me, Eloise) (szinkronhang)
- 2002 – A Thornberry család (The Wild Thornberrys Movie) ... Nigel Thornberry (szinkronhang)
- 2001 – Attila, isten ostora (Attila) ... Theodosius
- 1998 – A Thornberry család sorozat (The Wild Thornberrys) ... Nigel Thornberry (szinkronhang)
- 1998 – A hálózat csapdájában sorozat (The Net) ... Sorcerer (szinkronhang)
- 1996 – Titanic ... Simon Doonan
- 1994 – Jaj, a szörnyek! (Aaahh!!! Real Monsters) (szinkronhang)
- 1990 – A bolygó kapitánya sorozat (Captain Planet and the Planeteers) (szinkronhang)
- 1990 – Pán Péter és a kalózok sorozat (Peter Pan and the Pirates) ... James T. Hook (szinkronhang)
- 1990 – Stephen King: Az (It) ... Az
- 1986 – A boszorkányiskola szégyene (The Worst Witch)
- 1982 – Twist Olivér (Oliver Twist)

## Fordítás
- Ez a szócikk részben vagy egészben  a   Tim Curry című angol Wikipédia-szócikk fordításán alapul.  Az eredeti cikk szerkesztőit annak laptörténete sorolja fel. Ez a jelzés csupán a megfogalmazás eredetét és a szerzői jogokat jelzi, nem szolgál a cikkben szereplő információk forrásmegjelöléseként.